# 박희영 (1991년)
박희영(1991년 3월 21일 ~ )은 대한민국의 여자 축구 선수로 현재 인천 현대제철 레드엔젤스에서 윙어 겸 스트라이커로 활약하고 있으며 2014년 아시안 게임 동메달리스트이다.

## 구단 경력
서울동산고등학교, 강원도립대학교를 졸업한 후 2012년 WK리그 신인 드래프트에서 세종 스포츠토토에 지명되며 프로에 전격 입문했다.
그리고 입단 첫 해인 2012 시즌에서 팀의 리그 4위의 성적에 일조했고 2013 시즌에는 WK리그 올스타전 최우수선수에 선정되는 영예를 안았으며 2014 시즌에는 11골로 리그 득점왕에 오르며 팀을 2년만에 리그 4위로 끌어올렸다.
이후 2016 시즌을 앞두고 인천 현대제철 레드엔젤스로 이적을 확정지었고 이적 후 현재까지 팀의 리그 통합 6연패에 기여하며 현대제철에서도 주축 선수로 맹활약하고 있다.

## 국가대표팀 경력
U-17 여자 대표팀 시절 2007년 AFC U-16 여자 챔피언십에서 대한민국 U-17 여자 대표팀의 2회 연속 4강 진출 및 대회 첫 3위의 성적에 기여한 후 이듬해에 열린 2008년 FIFA U-17 여자 월드컵에도 출전하여 팀의 8강 진출을 견인했다.
그리고 U-20 여자 대표팀 소속으로 2009년 AFC U-19 여자 챔피언십에서 팀의 5년만의 결승 진출 및 준우승을 이끌었고 이듬해에 열린 2010년 FIFA U-20 여자 월드컵에도 참가하여 대회 3위 입상에 큰 힘을 실어줬다.
이후 이듬해 10월 17일 홈에서 열린 뉴질랜드와의 2010년 피스퀸컵 A조 조별리그 1차전에서 대한민국 여자 성인대표팀에서의 첫 경기를 치렀고 팀은 이 대회 결승에서 호주를 2-1로 꺾고 우승을 차지했다.
뒤이어 2013년 EAFF 여자 동아시안컵(대회 3위)에 참가한 후 이듬해에 열린 2014년 AFC 여자 아시안컵에도 참가하여 대회 4위 및 12년만의 여자 월드컵 본선 진출에 기여했고 같은 해 홈에서 열린 2014년 아시안 게임에서도 대한민국 여자 대표팀의 2회 연속 동메달 획득에 이바지했다.
그리고 2015년 FIFA 여자 월드컵에서는 부상의 여파로 출전이 불가능해진 여민지 대신 출전하여 대한민국 여자 성인대표팀의 사상 첫 여자 월드컵 16강 진출의 새 역사를 만들었으며 2015년 여자 월드컵 이후 대표팀 유니폼을 반납했다.

## 수상

### 클럽
세종 스포츠토토
- WK리그 : 4위 (2012, 2014)

인천 현대제철 레드엔젤스
- WK리그 : 우승 (2016, 2017, 2018, 2019, 2020, 2021)

### 국가대표팀
대한민국 여자 U-17
- AFC U-17 여자 아시안컵 : 3위 (2007)

 대한민국 여자 U-20
- AFC U-20 여자 아시안컵 : 준우승 (2009)
- FIFA U-20 여자 월드컵 : 3위 (2010)

 대한민국 (여자)
- 피스퀸컵 : 우승 (2010)
- AFC 여자 아시안컵 : 4위 (2014)
- 아시안 게임 : 동메달 (2014)

### 개인
- WK리그 득점왕 : 2014 (11골)